# Ana Torroja

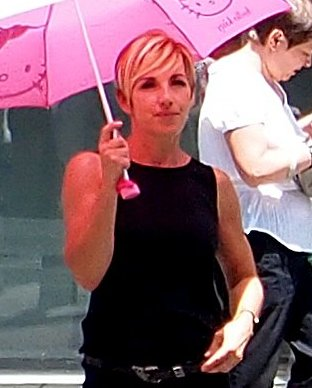
Ana Torroja (2010)

Ana Torroja Fungairiño  (* 28. Dezember 1959 in Madrid) ist eine spanische Popsängerin. Sie trägt seit 2022 den Adelstitel der 3. Markgräfin von Torroja (Marquesa de Torroja).

## Leben und Karriere
Ana Torroja ist eines von sechs Kindern des Bauingenieurs José Antonio Torroja Cavanillas (* 28. März 1933 in Madrid; † 14. Juli 2021 ebenda) und der Krankenschwester María del Carmen Fungairiño Bringas, und Enkelin des bekannten spanischen Bauingenieurs und posthum zum Marqués de Torroja ernannten Eduardo Torroja Miret.
Sie gilt als eine der auch außerhalb der Landesgrenzen bekanntesten Stimmen der spanischen Popmusik. Als Sängerin der Band Mecano feierte sie zwischen 1982 und 1998 internationale Erfolge. Die Gruppe veröffentlichte neun Alben, und auch als Solistin hat Ana Torroja mehrere Studio-Alben produziert.
Am 25. Januar 2022 wurde sie vom spanischen Justizministerium in der Nachfolge ihres Großvaters und ihres Vaters als 3. Marquesa de Torroja bestätigt.

## Diskografie

### Alben
- 1997: Puntos cardinales / Points cardinaux (ES: ×2Doppelplatin )
- 1999: Pasajes de un sueño (ES: Platin)
- 2000: Girados en concierto (Livealbum mit Miguel Bosé, ES: ×3Dreifachplatin )
- 2001: Ana Torroja
- 2003: Frágil

| Jahr | Titel                              | Höchstplatzierung, Gesamtwochen, AuszeichnungChartsChartplatzierungen (Jahr, Titel, Platzierungen, Wochen, Auszeichnungen, Anmerkungen) | Anmerkungen                                    |
| Jahr | Titel                              | ES | Anmerkungen                                    |
| ---- | ---------------------------------- | --- | ---------------------------------------------- |
| 2004 | Esencial                           | ES12 (13 Wo.)ES | Best-of inkl. DVD                              |
| 2006 | Me cuesta tanto olvidarte          | ES5 Gold · (23 Wo.)ES | Neue Versionen alter Mecano-Klassiker          |
| 2010 | Sonrisa                            | ES2 (20 Wo.)ES | Erstveröffentlichung: 14. September 2010       |
| 2015 | Conexión (En vivo)                 | ES4 (18 Wo.)ES | Erstveröffentlichung: 5. Mai 2015 Livealbum    |
| 2022 | Puntos cardinales (25 aniversario) | ES58 (1 Wo.)ES | Wiederveröffentlichung in orangefarbenem Vinyl |
| 2023 | Frágil (20 aniversario)            | ES71 (1 Wo.)ES | Wiederveröffentlichung in rosafarbenem Vinyl   |

grau schraffiert: keine Chartdaten aus diesem Jahr verfügbar

### Singles
| Jahr | Titel Album                         | Höchstplatzierung, Gesamtwochen, AuszeichnungChartsChartplatzierungen (Jahr, Titel, Album, Platzierungen, Wochen, Auszeichnungen, Anmerkungen) | Anmerkungen |
| Jahr | Titel Album                         | ES | Anmerkungen |
| ---- | ----------------------------------- | --- | ----------- |
| 1999 | Ya no te quiero Pasajes de un sueño | ES7 (5 Wo.)ES |             |
| 2010 | Sonrisa                             | ES14 (14 Wo.)ES |             |

### Kooperationen
| Jahr | Titel Album        | Höchstplatzierung, Gesamtwochen, AuszeichnungChartsChartplatzierungen (Jahr, Titel, Album, Platzierungen, Wochen, Auszeichnungen, Anmerkungen) | Anmerkungen                        |
| Jahr | Titel Album        | FR | Anmerkungen                        |
| ---- | ------------------ | --- | ---------------------------------- |
| 2006 | Enfants de la lune | FR43 (11 Wo.)FR | Psy 4 de la rime feat. Ana Torroja |

Weitere Kooperationen
- 1997: Media luna, Deep Forest
- 2001: Qui a le droit, Patrick Bruel
- 2003: Sweey Lullaby, Deep Forest
- 2008: Porque te vas, Schiller
- 2010: Insurrección, mit David Villa
- 2017: Estoy contigo (La Oreja de Van Gogh feat. Ana Torroja, Melendi, Iván Ferreiro, Maldita Nerea, Vanesa Martín, India Martínez, Rozalén, Andrés Suárez, Funambulista & David Otero, ES: Gold)